# Gran Premio motociclistico d'Olanda 1961
Il Gran Premio motociclistico d'Olanda fu il quinto appuntamento del motomondiale 1961.
Si svolse sabato 24 giugno 1961 sul circuito di Assen, ed erano in programma tutte le classi in singolo oltre che i sidecar.
La Classe 500 e la 350 furono vinte da Gary Hocking sulla MV Agusta, la 250 da Mike Hailwood e la 125 da Tom Phillis, entrambi in sella a Honda; tra le motocarrozzette si impose l'equipaggio composto da Max Deubel e Emil Hörner su BMW

## Classe 500
Furono 21 i piloti alla partenza e ne vennero classificati 15 al termine della prova.

### Arrivati al traguardo
| Pos. | Pilota            | Moto      | Tempo        | Punti |
| ---- | ----------------- | --------- | ------------ | ----- |
| 1    | Gary Hocking      | MV Agusta | 1h 05' 37" 2 | 8     |
| 2    | Mike Hailwood     | Norton    | +26" 0       | 6     |
| 3    | Bob McIntyre      | Norton    | +1' 43" 3    | 4     |
| 4    | Phil Read         | Norton    | +2' 18" 9    | 3     |
| 5    | Frank Perris      | Norton    | +2' 24" 9    | 2     |
| 6    | Ron Miles         | Norton    | +1 giro      | 1     |
| 7    | Karl Hoppe        | Norton    | +1 giro      |       |
| 8    | Trevor Pound      | Norton    | +1 giro      |       |
| 9    | Ernst Hiller      | Matchless | +1 giro      |       |
| 10   | Lothar John       | BMW       | +1 giro      |       |
| 11   | Rudolf Thalhammer | Norton    | +1 giro      |       |
| 12   | Geoff Tanner      | Norton    | +2 giri      |       |
| 13   | Anton Elbersen    | BMW       | +2 giri      |       |
| 14   | Joop Vogelzang    | Norton    | +2 giri      |       |
| 15   | Rudolf Gläser     | Norton    | +2 giri      |       |

## Classe 350

### Arrivati al traguardo
| Pos. | Pilota            | Moto      | Tempo        | Punti |
| ---- | ----------------- | --------- | ------------ | ----- |
| 1    | Gary Hocking      | MV Agusta | 1h 06' 54" 8 | 8     |
| 2    | Bob McIntyre      | Bianchi   | +2" 4        | 6     |
| 3    | František Šťastný | Jawa      | +2' 10" 0    | 4     |
| 4    | Ernesto Brambilla | Bianchi   | +2' 59" 6    | 3     |
| 5    | Phil Read         | Norton    | +3' 08" 8    | 2     |
| 6    | Frank Perris      | Norton    | +1 giro      | 1     |
| 7    | Karl Hoppe        | AJS       | +1 giro      |       |
| 8    | Gustav Havel      | Jawa      | +1 giro      |       |
| 9    | Rudi Thalhammer   | Norton    | +1 giro      |       |
| 10   | Trevor Pound      | Norton    | +1 giro      |       |
| 11   | Raymond Bogaerdt  | Norton    | +1 giro      |       |
| 12   | Willy van Leeuven | Norton    | +1 giro      |       |
| 13   | T. Horton         | Norton    | +1 giro      |       |
| 14   | Rudolf Gläser     | Norton    | +1 giro      |       |
| 15   | Jacques Insermini | Norton    | +2 giri      |       |
| 16   | Peter Horton      | AJS       | +2 giri      |       |
| 17   | Heinz Kauert      | AJS       | +2 giri      |       |

## Classe 250

### Arrivati al traguardo
| Pos. | Pilota            | Moto    | Tempo     | Punti |
| ---- | ----------------- | ------- | --------- | ----- |
| 1    | Mike Hailwood     | Honda   | 56' 34" 8 | 8     |
| 2    | Bob McIntyre      | Honda   | +29" 4    | 6     |
| 3    | Jim Redman        | Honda   | +1' 01" 6 | 4     |
| 4    | Silvio Grassetti  | Benelli | +2' 54" 4 | 3     |
| 5    | František Šťastný | Jawa    | +1 giro   | 2     |
| 6    | Fumio Itō         | Yamaha  | +1 giro   | 1     |
| 7    | Cas Swart         | Benelli | +2 giri   |       |
| 8    | Tansharu Noguchi  | Yamaha  | +2 giri   |       |
| 9    | František Srna    | Jawa    | +2 giri   |       |

## Classe 125
Durante la corsa il pilota tedesco orientale Ernst Degner incappò in una caduta e fu costretto al ritiro. Ritirato anche Hailwood per problemi meccanici.

### Arrivati al traguardo
| Pos. | Pilota             | Moto    | Tempo     | Punti |
| ---- | ------------------ | ------- | --------- | ----- |
| 1    | Tom Phillis        | Honda   | 50' 55" 7 | 8     |
| 2    | Jim Redman         | Honda   | +19" 9    | 6     |
| 3    | Alan Shepherd      | MZ      | +1' 37" 6 | 4     |
| 4    | Phil Read          | EMC     | +2' 45" 5 | 3     |
| 5    | Werner Musiol      | MZ      | +2' 46" 8 | 2     |
| 6    | Rex Avery          | EMC     | +3' 43" 9 | 1     |
| 7    | Walter Brehme      | MZ      | +1 giro   |       |
| 8    | Jan Huberts        | Honda   | +1 giro   |       |
| 9    | Yoshikazu Sunako   | Yamaha  | +1 giro   |       |
| 10   | Fumio Itō          | Yamaha  | +1 giro   |       |
| 11   | Francisco Gonzalez | Bultaco | +1 giro   |       |
| 12   | John Grace         | Bultaco | +1 giro   |       |
| 13   | Cees van Dongen    | Yamaha  | +1 giro   |       |
| 14   | Michio Ichino      | Suzuki  | +1 giro   |       |
| 15   | Vittorio Zito      | Ducati  | +1 giro   |       |
| 16   | Mitsuo Itoh        | Suzuki  | +2 giri   |       |
| 17   | Matsumoto Toshio   | Suzuki  | +2 giri   |       |
| 18   | Jaap Stoltenkamp   | NSU     | +2 giri   |       |

## Classe sidecar
Approfittando del ritiro del suo maggiore antagonista, lo svizzero Fritz Scheidegger e del fatto che la prova disputata nei Paesi Bassi era la penultima prevista nel calendario della classe sidecar, l'equipaggio tedesco composto da Max Deubel e Emil Hörner ottenne la certezza matematica del titolo iridato.

### Arrivati al traguardo
| Pos. | Pilota             | Passeggero           | Moto   | Tempo     | Punti |
| ---- | ------------------ | -------------------- | ------ | --------- | ----- |
| 1    | Max Deubel         | Emil Hörner          | BMW    | 52' 30" 2 | 8     |
| 2    | Edgar Strub        | Kurt Huber           | BMW    | +1' 40" 6 | 6     |
| 3    | Jackie Beton       | Eddie Bulgin         | BMW    | +1' 40" 8 | 4     |
| 4    | August Rohsiepe    | Lothar Böttcher      | BMW    | +1' 57" 4 | 3     |
| 5    | Henry Curchod      | Armand Beyeler       | BMW    | +1 giro   | 2     |
| 6    | Arsenius Butscher  | Erika Butscher       | BMW    | +1 giro   | 1     |
| 7    | Jo Rogliardo       | Marcel Gaudillot     | BMW    | +1 giro   |       |
| 8    | Ray Foster         | Jean Foster          | Norton | +1 giro   |       |
| 9    | Chris Vincent      | John Thornton        | BSA    | +1 giro   |       |
| 10   | Fred Hanks         | E. Blight            | Norton | +1 giro   |       |
| 11   | Boško Šnajder      | Mladen Kytha         | BMW    | +1 giro   |       |
| 12   | Eric Vincent       | Ray Harding          | Norton | +1 giro   |       |
| 13   | John Tickle        | Catherine Ann Tickle | Norton | +2 giri   |       |
| 14   | Harmen van der Wal | Jan van Gelder       | Norton | +2 giri   |       |
| 15   | Leo Münninghoff    | Carel van Bregt      | Norton | +2 giri   |       |